# Fazaldad Wahla
Fazaldad Wahla (ur. 1962, zm. 24 września 1999) – pakistański polityk, jeden z najmłodszych członków Zgromadzenia Narodowego Pakistanu. Reprezentował Pakistańską Partię Ludową.
Z zawodu był ortodontą, wykształconym w Stanach Zjednoczonych. Został zabity 24 września 1999 przy swoim domu w Angoori. Angażował się w działalność Organizacji Praw Człowieka. Fazaldad zdobył międzynarodową popularność dzięki swojej żonie Uzmie Sarfraz-Khan, która była m.in. gościem w programie The Oprah Winfrey Show w 2002.